# Leskovice
Nem összetévesztendő a következővel: Leškovice (kiejtve: Leskovice)
Leskovice (magyar kiejtéssel: Leszkovice) település Csehországban, a Pelhřimovi járásban. Leskovice Litohošť, Nová Cerekev, Moraveč, Pošná, Zlátenka és Čížkov településekkel határos. Lakosainak száma 121 fő (2024. január 1.).

## Népesség
A település lakosságának változását az alábbi diagram mutatja:
| Lakosok száma | 184  | 257  | 256  | 216  | 151  | 89   | 98   | 103  | 100  | 121  |
|               | 1869 | 1900 | 1921 | 1961 | 1980 | 2011 | 2016 | 2019 | 2021 | 2024 |